# Richard Štipl
Richard Štipl (* 23. března 1968 Šternberk) je český výtvarník, malíř a sochař.

## Život
Narodil se v moravském městě Šternberk. V roce 1979 emigroval s rodiči do Kanady. V letech 1988–1993 studoval malbu na Ontario Colledge of Art (Toronto) a získal prestižní kanadskou cenu Governor General’s Award (1992). Na začátku devadesátých let se vrátil do České republiky, do rodného Šternberka, kde se podílel na organizaci sympozií světového umění. Přednášel na VŠUP v Praze (2010) a New York Academy of Art (2011). Do roku 2017 působil jako odborný asistent na Vysoké škole uměleckoprůmyslové. V současnosti žije a tvoří v Praze a ve Šternberku.
Dílo Richarda Štipla je zastoupeno v mnoha významných soukromých i veřejných sbírkách (například v Museum der Bildenden Kunste Leipzig). Prosadil se především svými hyperrealistickými kolorovanými sochami a velkoformátovými obrazy. V České republice byla jeho díla vystavená v projektu Decadence Now (s autory jako Damien Hirst, Cindy Sherman, Joel Peter Witkin ad.) v pražském Rudolfinum, v Chebu na výstavě nazvané Plato's Revenge v Galerii výtvarného umění, v Galerii Caesar v Olomouci (s Lubomír Typlt) nebo v pražské Trafo Gallery na expozici Život je bolestný a přináší zklamání (kurátor výstavy Otto M. Urban). Pravidelně se účastní výstav a veletrhů umění (Volta Basel, Frieze London, Art Basel Miami).
„Richard Štipl podrobuje ve svém díle lidskou figuru kritické revizi. Při hledání nové platnosti sochařské figurace pro současnost přetváří autor radikálně její podobu. Socha je tu především modelem, maskou, kostýmem pro evokaci, přehrání nebo dekonstrukci nějakého konkrétního vnitřního pocitu či situace. Odtud úsilí o živou, fungující naturalistickou formu, která by ukazovala tělo nezakrytě, nahé v jeho „vnitřní pravdivosti“. (Petr Vaňous, Praha, říjen 2013)

## Výstavy
- Pocit konce / Sense of a End, Fait Gallery MEM, Brno, 21. 9. – 27. 10. 2012, kurátor: Petr Vaňous